# Bénédicte Michel
Pour les articles homonymes, voir Michel (patronyme).
Bénédicte Michel, née en 1955, est une biologiste et directrice de recherches française, spécialiste de l'ADN. Elle reçoit la médaille d'argent du CNRS en 2002.

## Biographie
Après ses études de Pharmacie à l'Université de Lyon, Bénédicte Michel étudie la génétique microbienne à l'Université Pierre-et-Marie-Curie à Paris. Elle mène des recherches sur la recombinaison génétique des bactéries Bacillus subtilis et Escherichia coli sous la direction de Stanislav Dusko Ehrlich. Elle soutient sa thèse de 3ème cycle en 1981, est recrutée au CNRS en 1982 et soutient sa thèse d'état en 1986.
À partir de 1989 elle dirige une équipe de recherche à l'Institut national de la recherche agronomique à Jouy-en-Josas, puis rejoint en 2005 avec son équipe le centre de recherche du CNRS de Gif-sur-Yvette. 
Ses travaux portent sur la réplication de l'ADN et sur la réparation de l'ADN. Elle reçoit en 2002 la médaille d'argent du CNRS pour sa découverte du rôle des arrêts de réplication de l'ADN dans les réarrangements génétiques. Elle est la première à démontrer l'existence de réactions qui lient blocage de réplication et réarrangements de l'ADN, comme la réversion des fourches de réplication et la sur-réplication des fourches de réplication arrêtées.

## Distinctions
- 2007 : Prix Bettencourt « Coups d’élan pour la recherche française de la fondation Bettencourt-Schueller[1]
- 2002 : médaille d'argent du CNRS[3]